# 北爱尔兰总督
北爱尔兰总督（英語：Governor of Northern Ireland），是英国君主在北爱尔兰的代表，行使該地的國家元首職務。这个职位在1922年12月9日创设，在1973年7月18日废除。
北爱尔兰总督一职，是在1922年12月9日，根据英皇制誥创设的：
“在尊重北爱尔兰事物的前提下，以适当的方式，根据《1920年爱尔兰政府法令》与1921年4月27日的英皇制誥，又或者是《1922年北爱尔兰宪法法令》通过之时，总督的职能行政。”
根據《1922年愛爾蘭自由邦（後繼修訂）法令》（Irish Free State (Consequential Provisions) Act 1922）总督有權動用北愛爾蘭國璽（Great Seal of Northern Ireland）。北爱尔兰总督是爱尔兰总督的其中一个继承职位。这个职位的“任命日”是1921年5月3日。总督一职在1973年7月18日，根据《1973年北爱尔兰宪法法令》（Northern Ireland Constitution Act 1973）第32章废除，其职能由1972年创设的北愛爾蘭事務大臣（Secretary of State for Northern Ireland）在1973年12月20日根据英皇制誥继承。
总督的官邸希尔斯伯勒城堡（Hillsborough Castle）位于北爱尔兰唐郡。首任总督阿伯康公爵（Duke of Abercorn）是在1925年迁入经过翻新的希尔斯伯勒城堡的。总督一职废除后，希尔斯伯勒城堡又变成了北愛爾蘭事務大臣的官邸。

## 注脚
1. ↑  .   [2013-01-29]. （原始内容存档于2011-06-05）.
2. ↑  .   [2013-01-29]. （原始内容存档于2012-11-14）.